# Reza Badiyi
Reza Badiyi (persisch: رضا بدیعی [reˈzɔː bædiːˈiː]; * 17. April 1930 in Arak; † 20. August 2011 in Los Angeles, Kalifornien) war ein iranischer Filmregisseur und Filmproduzent.

## Wirken
Zusätzlich war Badiyi als Schauspieler, Drehbuchautor und Title Designer tätig. Unter anderem war er für die Eröffnungssequenzen von Hawaii Fünf-Null, Mini-Max und Mary Tyler Moore verantwortlich.
Reza Badiyi arbeitete bereits seit 1963 als Regisseur. Er war der Stiefvater der Schauspielerinnen Jennifer Jason Leigh und Carrie Morrow. Seine Tochter, Mina Badie, ist Schauspielerin, und erhielt in der Star Trek: Deep Space Nine-Episode Das verlorene Paradies von ihrem Vater Regieanweisungen. Reza Badiyi war ein enger Freund von Robert Altman.
Er stand überwiegend für Fernsehserien hinter der Kamera.

## Filmografie (Auswahl)
- 1969–1971: Kobra, übernehmen Sie (Mission: Impossible)
- 1969–1979: Hawaii Fünf-Null
- 1974: Der Sechs-Millionen-Dollar-Mann (The Six Million Dollar Man)
- 1978: Starsky & Hutch (Starsky and Hutch)
- 1979: Hart aber herzlich (Hart to Hart)
- 1982: Modesty Blaise (1982)
- 1988: Cagney & Lacey
- 1984–1990: Falcon Crest
- 1986: T.J. Hooker
- 1987: Sledge Hammer!
- 1990–1997: Baywatch – Die Rettungsschwimmer von Malibu (Baywatch)
- 1993: Dr. Quinn – Ärztin aus Leidenschaft (Dr. Quinn, Medicine Woman)
- 1995–1996: Baywatch Nights
- 1994–1996: Star Trek: Deep Space Nine
- 1996: Nowhere Man – Ohne Identität! (Nowhere Man)
- 1997: Buffy – Im Bann der Dämonen (Buffy the Vampire Slayer)
- 1997: Nikita (La Femme Nikita)
- 1998–1999: Sliders – Das Tor in eine fremde Dimension (Sliders)
- 2003: She Spies – Drei Ladies Undercover